# Akbar Djuraev
Akbar Djuraev   (Taixkent, Uzbekistan, 8 d'octubre de 1999) és un aixecador de peses uzbek que competeix en la categoria de Pes Pesant (actualment -102 Kg). Ha participat en 1 Olimpíada, guanyant la medalla d'or en els Jocs Olímpics de Tòquio 2020, en la categoria de -109 Kg, obtenint a més el record olímpic, amb 430 Kg totals aixecats. A més ha aconseguit 2 medalles d'or en els Campionats del Món i 4 medalles (1 d'or) en els Campionats d'Àsia. Actualment ostenta el rècord asiàtic total en la categoria de -109Kg, aconseguit als Jocs Olímpics de Tòquio, aixecant un pes de 430 Kg.

## Trajectòria professional
| Jocs Olímpics     | Jocs Olímpics | Jocs Olímpics | Jocs Olímpics |
| Any               | Seu           | Posició       | Categoria     |
| ----------------- | ------------- | ------------- | ------------- |
| 2020              | Tòquio        | 1             | -109 Kg       |
| Campionat del Món |               |               |               |
| 2017              | Anaheim       | 13a posició   | -105 Kg       |
| 2018              | Aşgabat       | 4a posició    | -102 Kg       |
| 2019              | Pattaya       | 4a posició    | -109 Kg       |
| 2021              | Taixkent      | 1             | -109 Kg       |
| 2022              | Bogotà        | DNS           | +109 Kg       |
| 2023              | Riad          | 1             | -109 Kg       |
| Campionat d'Àsia  |               |               |               |
| 2019              | Ningbo        | 2             | -109 Kg       |
| 2020              | Taixkent      | 2             | -109 Kg       |
| 2023              | Jinju         | 3             | +109 Kg       |
| 2024              | Taixkent      | 1             | -102 Kg       |